# Мёрфи, Даниэль
Даниэль Мёрфи (англ.  Daniel Murphy, 15 июня 1815 года, Крукстаун, Великобритания — 29 декабря 1907 года, Хобарт, Австралия) — католический прелат, апостольский викарий Хайдарабада с 20 мая 1851 по 14 ноября 1865 года, архиепископ Хобарта с 21 января 1866 по 29 декабря 1907 года.

## Биография
Родился 15 июня 1815 году в крестьянской семье в деревне Крукстаун, Ирландия. После получения богословского образования в семинарии был рукоположен 8 февраля 1838 года в священники для служения в архиепархии Дублина. Через некоторое время отправился на миссию в Индию, где проживал в городе Мадрас.
16 декабря 1845 года папа Григорий XV назначил Даниэля Мёрфи вспомогательным епископом Мадраса и титулярным епископом Филадельфии Аравийской. 11 октября 1846 года состоялось его рукоположение в епископы.
20 мая 1851 года был учреждён апостольский викариат Хайдарабада и Даниэль Мёрфи назначен его первым ординарием.
14 ноября 1865 года назначен вспомогательным епископом Хобарта, Австралия. С 21 января 1866 года епископ Хобарта. 
3 августа 1888 года епархия Хобарта была возведена в ранг архиепархии и Даниэль Мёрфи получил сан архиепископа.
Участвовал в работе Первого Ватиканского Собора.
Скончался 29 декабря 1907 года в Хобарте.